# مطوعه
مطوعه از ریشه طوع، به افرادی گفته می‌شد که داوطلبانه گروه‌های نظامی تشکیل می‌دادند و به کارهایی از جمله دعوت مردم به دین و جنگ با مخالفان اسلام و کفار در مرزها می‌پرداختند و به این دلیل که این کار جهاد در راه خدا محسوب می‌شد نام غازیان به آنان داده‌شد.

در زمان منصور، خلیفه عباسی گروهی در بغداد و کرخ به آزار و اذیت مردم پرداختند و حکومت بخاطر قدرتی که از آنها می‌گرفت مانعشان نمی‌شد و مخالفتی با آنها نداشت. به همین دلیل افرادی به نام خالد درویش، سهل بن سلامه انصاری و ابوحاتم که اهل خراسان بودند به پا خواستند و مردم را به امر معروف و نهی از منکر و عمل به کتاب خدا دعوت کردند. گروهی از مردم به آنها پیوستند و نام مطوعه را بر روی خود گذاشتند، آنها در مرزهای اسلامی نیز به مقابله با کفار مشغول شدند. این افراد با ثروتی که خود داشتند و برای ثواب به جنگ با بی دینان می‌رفتند و در مواقعی گروهی به نام غازی به دستور خلیفه با آنها همراه می‌شد تا مخالفان را سرکوب کنند. مطوعه سیستان به دو گروه تقسیم می‌شد: گروهی که از شهرهای اسلامی جمع شده بودند یا با حاکمان خلیفه به سیستان می‌آمدند و گروه دیگر که از مردم سیستان و شهر بست تشکیل شده بود برای مقابله با خوارج با خلیفه همکاری می‌کرد و به مطوعه سیستان مشهور بود. این گروه بعد از قدرت یافتن یعقوب بن لیث صفاری وارد سپاه او شدند و در جنگ‌های یعقوب از خود دلاوری‌های زیادی نشان دادند. مطوعه اطاعت از خلیفه را واجب می‌دانست و به همین خاطر یعقوب نتوانست از نیروی آنها برای جنگ با خلیفه استفاده کند. در سیستان مطوعه و عیاران علیه خوارج می‌جنگیدند و در بیشتر مواقع باهم متحد می‌شدند همین باعث شد که جداسازی این دو از یکدیگر حداقل در اوایل قدرت یابی صفاریان مقدور نباشد.